# Radioåret 1989

## Händelser

### November
- 14 november - Närradioprogrammet Radio Islams ansvarige Ahmed Rami döms vid Stockholms tingsrätt i Stockholm i Sverige till sex månaders fängelse för hets mot folkgrupp.[1]

### Okänt datum
- Veran Matić bildar B92 som en radiostation i Belgrad.[2]

## Radioprogram

### Sveriges Radio
- 1 januari-31 december - Anders Jacobsson och Sören Olsson läser Almanackan, som bildar material till dagboksromanerna Berts första, vidare och ytterligare betraktelser i Bert-serien.[3]
- 1-24 december - Årets julkalender är Beatrice.[4]

## Priser och utmärkelser
- Stora journalistpriset - Ulf Elfving.[5]

### Fotnoter
1. ↑   Horisont 1989. Bertmarks
2. ↑  ”Rockradion som gav Milošević motstånd” (på svenska). Svenska dagbladet. 12 juni 2002. https://www.svd.se/rockradion-som-gav-milosevic-motstand. Läst 25 april 2018.
3. ↑  ”Bert”. Arkiverad från originalet den 25 oktober 2011. https://web.archive.org/web/20111025174532/http://www.soren-anders.se/item.aspx?id=619. Läst 26 mars 2011.
4. ↑  ”1989, Beatrice”. Sveriges Radio. http://sverigesradio.se/barn/julkalendrar/1989.stm. Läst 31 augusti 2015.
5. ↑   Horisont 1989. Bertmarks